# Piotr Mierecki
Piotr Stefan Mierecki (ur. 8 grudnia 1959 w Gorzowie Wlkp.) – polski działacz opozycyjny w PRL, po 1989 urzędnik w MSW i MSWiA.

## Życiorys
Jest absolwentem I Liceum Ogólnokształcącego im. Tadeusza Kościuszki w Gorzowie Wielkopolskim, od 1978 studiował historię na Uniwersytecie im. Adama Mickiewicza w Poznaniu. W 1979 został jednym z sygnatariuszy deklaracji założycielskiej Ruchu Młodej Polski, następnie był działaczem poznańskiego środowiska RMP. W 1980 angażował się w tworzenie struktur Niezależnego Zrzeszenia Studentów, ostatecznie został jednak działaczem powstałego w październiku 1980 Związku Akademickiego Pro Patria. Po ogłoszeniu stanu wojennego ukrywał się do lata 1982. W 1983 ukończył studia, od 1984 pracował w bibliotece Instytutu Zachodniego w Poznaniu. Od 1985 związany był z grupą tzw. Plebanii, w 1988 należał do założycieli Wielkopolskiego Klubu Politycznego Ład i Wolność, w którym został skarbnikiem.
W 1989 został członkiem Zjednoczenia Chrześcijańsko-Narodowego, w latach 1990-1992 pracował w Fundacji Pomoc Młodym. Od 1992 był urzędnikiem MSW (następnie MSWiA), w latach 1992-1997 w Gabinecie Ministra Spraw Wewnętrznych, w latach 1997-1998 był Naczelnikiem Wydziału Współpracy Międzynarodowej, w latach 1998-2002 Dyrektorem Departamentu Integracji Europejskiej i Współpracy Międzynarodowej, następnie Radcą Generalnym w tym departamencie, dyrektorem, później zastępcą dyrektora Departamentu Polityki Migracyjnej.
W 2009 został odznaczony Krzyżem Kawalerskim Orderu Odrodzenia Polski, a w 2020 Krzyżem Wolności i Solidarności.